# Estación de tren de Tel Aviv HaHaganá

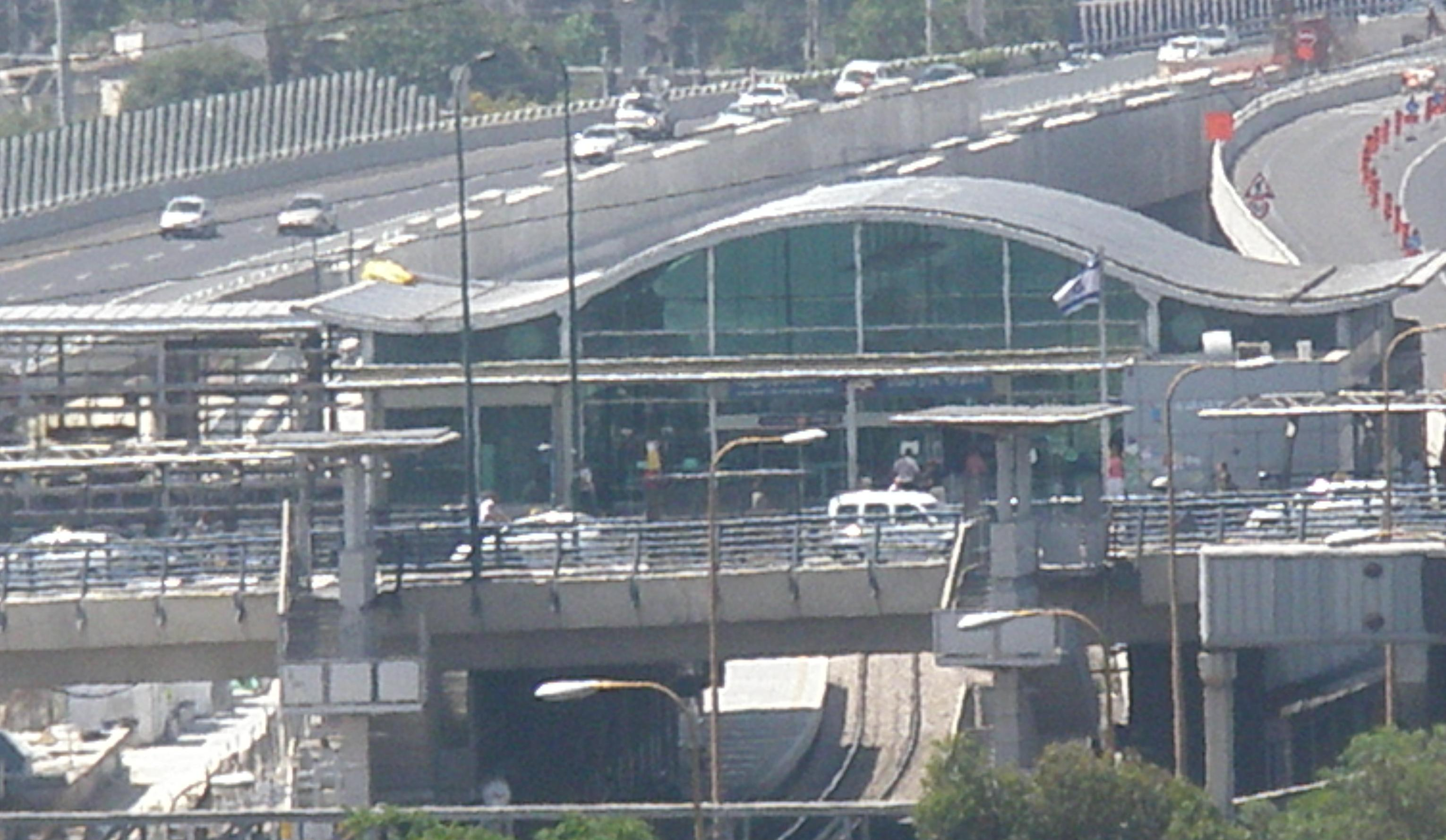
Estación de tren de HaHagana, Tel Aviv, fotografiada desde el norte

La Estación de Trenes de Tel Aviv HaHaganá, (en hebreo: תחנת הרכבת תל אביב ההגנה) es una estación de los ferrocarriles israelíes (Israel Railways) que está situada en la zona sur de Tel Aviv, la estación de tren está a unos 400 metros hacia el este de la Estación Central de Autobuses de Tel Aviv. Se encuentra cerca de la autovía de Ayalon. 
La estación sirve a la mayoría de líneas de los ferrocarriles israelíes y su proximidad a la estación central de autobuses hace de ella un importante centro de conexión. En septiembre de 2008, fue la tercera estación de tren más transitada de Israel, después de las estaciones Tel Aviv Savidor  y Tel Aviv HaShalom. A partir del otoño de 2012 ha sido la estación más concurrida de Israel, en términos de movimiento de pasajeros, llegando hasta 26 trenes por hora, durante la hora punta.
- Datos: Q1840615
- Multimedia: Tel Aviv HaHagana train station / Q1840615